# Adelaide Parklands Terminal
Adelaide Parklands Terminal – stacja kolejowa w Adelaide w stanie Australia Południowa, obsługująca cały przechodzący przez miasto pasażerski ruch międzystanowy. W praktyce oznacza to trzy transkontynentalne linie turystyczne obsługiwane przez firmę Great Southern Railway (GSR): The Ghan, The Overland oraz Indian Pacific. Jest to jedyna stacja w całej sieci GSR wspólna dla wszystkich trzech linii. 
Cała infrastruktura stacji czynna jest tylko w czasie postojów pociągów, co ma miejsce maksymalnie dwa razy w tygodniu dla każdej z linii. Obejmuje ona kawiarnię, sklep z pamiątkami, punkt obsługi podróżnych oraz kiosk. Przy stacji zlokalizowany jest bezpłatny parking. 